# Clavija mezii
Clavija mezii är en viveväxtart. Clavija mezii ingår i släktet Clavija och familjen viveväxter.

## Underarter
Arten delas in i följande underarter:
- C. m. allenii
- C. m. mezii